# Bužim
Bužim es una aldea de Croacia, situada, con su ejido, en la unidad de autogobierno (ciudad) de Gospić, condado de Lika-Senj.

## Geografía
Se encuentra a una altitud de 575 m s. n. m. a 214 km de la capital nacional, Zagreb.

## Demografía
En el censo 2011 el total de población de la localidad fue de 74 habitantes.
| Gráfica de población de Bužim 1857-2011                             |
|                                                                     |
| Según los censos de población de la oficina estadística de Croacia. |